# Керимов, Сулейман Абусаидович
Сулейма́н Абусаи́дович Кери́мов (лезг. Керимрин Абусаидан хва Сулейман; род. 12 марта 1966, Дербент, Дагестанская АССР, РСФСР, СССР) — российский предприниматель и политик, сенатор Российской Федерации — представитель Народного собрания Республики Дагестан (с 2008 года). Депутат Госдумы РФ в 1999—2007 годах.
Находится под санкциями всех стран Евросоюза, США, Великобритании и ряда других государств.

## Биография
Сулейман Керимов родился 12 марта 1966 года в Дербенте. Лезгин по национальности.
Отец — юрист, работал в уголовном розыске; мать работала бухгалтером.
В юности Керимов увлекался дзюдо и гиревым спортом, был неоднократным чемпионом различных первенств и математических олимпиад, также имеет первый спортивный разряд по шахматам.
По окончании средней школы в Дербенте в 1983 году (аттестат с отличием, любимый предмет — математика) склонность к точным наукам сначала привела Керимова на строительный факультет Дагестанского политехнического института.
После первого курса был призван в армию в г. Москве. В 1984—1986 годах служил в ракетных войсках стратегического назначения, старший сержант в должности командира расчёта.
Вернувшись из армии, Керимов продолжил учёбу, однако перевёлся на экономический факультет Дагестанского государственного университета (ДГУ), который окончил в 1989 году. Во время учёбы в ДГУ был заместителем председателя профкома университета.
Тесть, председатель Дагестанского совета профсоюзов Назим Ханбалаев, помог ему устроиться экономистом на завод «Эльтав». За свою первую рабочую «пятилетку» с 1989 по 1995 год Керимов делает заметные шаги в трудовой карьере, пройдя путь от рядового экономиста до помощника генерального директора по экономическим вопросам.
Чтобы вести взаиморасчёты с потребителями, «Эльтав» и его смежники (партнёры) в 1993 году учредили Федеральный промышленный банк и зарегистрировали его в Москве. Керимова направили в него представлять интересы «Эльтава», после чего он обосновался в Москве. «Федпромбанк» финансировал отрасли промышленности, находящиеся в кризисе. Керимов и его партнёры стали кредиторами крупных энергоснабжающих компаний. После того как экономика России стабилизировалась, долги были погашены со значительной прибылью для банка и, следовательно, для Керимова. В дальнейшем Керимов становится контролирующим владельцем «Федпромбанка». В 1995 году Керимов был назначен на пост главы торгово-финансовой компании «Союз-Финанс».
С апреля 1997 года Керимов стал научным сотрудником «Международного института корпораций» (Москва). С февраля 1999 года он занял должность вице-президента этой автономной некоммерческой организации. В том же году защитил диссертацию на степень кандидата экономических наук «Роль транснациональных корпораций в реализации индустриальной политики развитых стран».
С 1999 года — депутат Государственной думы, с 2008 года — член Совета Федерации. С октября 2021 — член Комитета СФ по Регламенту и организации парламентской деятельности.

## Предпринимательская деятельность

### «Нафта-Москва»
В конце 1999 года Сулейман Керимов купил акции нефтяной торговой компании «Нафта Москва» — преемника советского монополиста «Союзнефтеэкспорт». Впоследствии эта компания стала основным бизнес-инструментом Керимова.
В 2003 году «Нафта Москва» получила заём у «Внешэкономбанка», который был инвестирован в акции ОАО «Газпром» на фоне заявлений руководства страны о скорейшей либерализации её рынка акций. В течение следующего года цены на акции «Газпрома» удвоились и кредит был погашен в течение четырёх месяцев. В 2004 году «Сбербанк» предоставил структурам Керимова заём в общем размере 3,2 млрд долл. США, который также был инвестирован в акции Сбербанка, а в дальнейшем полностью погашен. К 2008 году «Нафта Москва» владела 4,25 % акций «Газпрома» и 5,6 % акций «Сбербанка» В середине 2008 года Керимов полностью вышел из акционерного капитала «Газпрома» и «Сбербанка» с гигантской прибылью (благодаря росту биржевого рынка занятые $3,2 млрд к концу 2006 года давали контроль над активами стоимостью $ 15 млрд).
Компания была ликвидирована в 2009 году.

### «Носта»
В 2001 году получил контроль над принадлежавшими бизнесмену Андрею Андрееву сталелитейным комбинатом «Носта» (сейчас «Уральская сталь», входит в «Металлоинвест»), страховой компанией «Ингосстрах» и Автобанком. Андреев неоднократно обвинял Керимова, Дерипаску и Абрамовича в рейдерском захвате его бизнеса.

### «Полиметалл»
В ноябре 2005 года компания «Нафта Москва» приобрела 70 % акций «Полиметалла» — одного из крупнейших холдингов по добыче золота и серебра в России. В 2007 году «Полиметалл» успешно провёл IPO на Лондонской фондовой бирже, после чего «Нафта Москва» продала акции компании.

### Телекомы
В 2005 году мэрия Москвы и одна из структур Керимова создали совместное телекоммуникационное предприятие «Мостелесеть», которое стало единственным акционером крупнейшего кабельного оператора в Москве «Мостелеком». В 2007 году телекоммуникационные активы были объединены в холдинг «Национальные телекоммуникации» и спустя год проданы консорциуму инвесторов во главе с «Национальной Медиа Группой» Юрия Ковальчука за 1,5 млрд долл. США.

### Недвижимость
В 2000-х годах стал владельцем крупнейшего московского строительного холдинга СПК «Развитие», объединявшей корпорации «Главмосстрой», «Моспромстрой» и «Мосмонтажспецстрой». Менее чем через полгода Керимов продал компанию, обошедшуюся менее чем в $ 50 млн, Олегу Дерипаске за $200-250 млн, (по неофициальным данным).
В 2003—2008 годы «Нафта Москва» развивала проект Рублёво-Архангельское, который был назван в прессе «город миллионеров», идея создания принадлежала Керимову. В дальнейшем проект был продан президенту «Бинбанка» Михаилу Шишханову.
Весной 2009 года структуры Керимова занялись проектом реконструкции гостиницы «Москва», являвшейся предметом конфликта властей столицы и бывшего депутата Госдумы Ашота Егиазаряна. После окончания реконструкции в здании был открыт пятизвёздочный отель Four Seasons с торговым центром, офисами и апартаментами. В 2014 году Лондонский международный арбитражный суд обязал Керимова выплатить Егиазаряну $250 млн, потраченные на строительство гостиницы. В 2015 году белорусские бизнесмены Хотины (отец и сын) выкупили отель у структур Керимова.

### ПИК
25 % акций крупнейшего застройщика в России были куплены структурами Керимова весной 2009 года. На тот момент группе компаний «ПИК» требовались дополнительные финансовые средства: долг достиг $ 1,98 млрд, а капитализация упала до 279 млн долл. «Нафта Москва» позже увеличила свою долю в ГК «ПИК» до 38,3 %.
За первые 2 года владения Керимовым (с 2009 по 2011) «ПИК» восстановила финансовую стабильность и укрепила свои позиции на рынке. На 20 декабря 2013 года капитализация составила 1,42 млрд долл.
В декабре 2013 года Керимов продал весь пакет акций российским бизнесменам Сергею Гордееву и Александру Мамуту.

### «Полюс Золото»
После потерь за время экономического кризиса 2008—2009 годов Керимов изменил свою инвестиционную стратегию и стал покупать достаточно большие пакеты акций, чтобы иметь возможность влиять на стратегии компаний, в которые он инвестирует. В 2009 году «Нафта Москва» купила у Владимира Потанина за 1,3 млрд долларов 37 % акций компании «Полюс Золото» — крупнейшего производителя золота в России Позднее пакет был увеличен до 40,22 %.
В 2012 году компания провела IPO на Лондонской бирже (LSE). В конце 2015 года структуры Керимова консолидировали права на 95 % акций компании «Полюс Золото», проведя выкуп акций у миноритариев. После оферты последовал делистинг Polyus Gold с Лондонской биржи.
В 2015 году принадлежавший Сулейману Керимову пакет в компании перешёл его сыну Саиду.
В апреле 2016 года дети предпринимателя Саид и Гульнара были включены в совет директоров ПАО «Полюс Золото». В апреле 2022 года Саид Керимов покинул Совет директоров и продал 30 % акций группе «Акрополь». В мае 2022 Саид пожертвовал оставшийся пакет акций компании «Полюс» Фонду поддержки исламских организаций.

### «Уралкалий»
В июне 2010 года Керимов и его партнёры Александр Несис, Филарет Гальчев и Анатолий Скуров приобрели 53 % акций калийного гиганта «Уралкалий» у предыдущего владельца Дмитрия Рыболовлева. Сделка оценивалась в 5,3 млрд долл. США. Для этой покупки Керимов получил значительный кредит в ВТБ. Затем был приобретён и присоединён единственный российский конкурент — «Сильвинит».
Являясь крупнейшим в мире производителем калийных удобрений, «Уралкалий» осуществлял продажу продукции на мировом рынке совместно с «Беларуськалием» через совместную сбытовую компанию (БКК). В июле 2013 года «Уралкалий» объявил, что выходит из сбытового соглашения с «Беларуськалием», снижает цены и увеличивает производство до максимальной мощности, чтобы увеличить долю рынка и надавить на конкурентов (в том числе на «Беларуськалий»).
2 сентября 2013 года Следственный комитет Белоруссии возбудил уголовное дело против Керимова и ряда сотрудников «Уралкалия» в злоупотреблении властью и служебными полномочиями. Вечером 2 сентября МВД Белоруссии демонстративно отправило в Интерпол заявку об объявлении Керимова в международный розыск, однако Интерпол опроверг сообщение белорусских властей о внесении Керимова в «красный список», усмотрев в запросе политический мотив. Впоследствии белорусские власти отозвали запрос и закрыли все уголовные дела.
В декабре 2013 года Керимов продал 21,75 % акций «Уралкалия» бизнесмену Михаилу Прохорову и 19,99 % владельцу «Уралхима» Дмитрию Мазепину. За свои акции согласно раскрытой информации можно было получить $ 4.13 млрд при затраченных на их покупку $ 2,5 млрд.

### Инвестиции за пределами России
В 2007 году, когда рынки по всему миру начали падать, Керимов снизил свои доли в «Газпроме» и других российских голубых фишках и обратился на Уолл-стрит с предложением инвестировать значительную часть своего состояния. В обмен Керимов должен был получить более выгодные условия кредитования для будущих займов.
В 2007 году Керимов вложил практически всё состояние в Morgan Stanley, Goldman Sachs, Deutsche Bank, Credit Suisse и другие финансовые институты. Хотя ни Керимов, ни западные банки не раскрыли точный размер его инвестиций, он достаточно значимый. Журнал «Forbes» называл Керимова крупнейшим частным инвестором Morgan Stanley.
К 2008 году, по данным «Forbes», вывел основную часть капитала из России, инвестировав в акции зарубежных корпораций. По оценке аналитиков, в ходе экономического кризиса это решение привело к потере почти $20 млрд в результате маржин-коллов.

#### Heritage Trust
По данным Минфина США, в июле 2017 года был создан трастовый фонд Heritage Trust в штате Делавэр, с целью хранения и управления активами Керимова, расположенными в США, стоимость которых превышает 1 миллиард долларов. По данным расследования Управления по контролю за иностранными активами Минфина США, Керимов использовал сложную систему юридических структур и подставных лиц для сокрытия своей доли в Heritage Trust, средства которой впервые попали в финансовую систему США через две иностранные компании, контролируемые Керимовым, до введения санкций против него. Впоследствии эти средства были инвестированы в крупные государственные и частные американские компании и управлялись рядом американских инвестиционных компаний и посредников. Керимов и его доверенные лица использовали различные уровни американских и зарубежных подставных компаний для оформления официального права собственности на активы и проведения сделок таким образом, чтобы скрыть свои интересы.

### Стиль бизнеса
Как считают аналитики, финансовый успех Керимова основан на инвестициях в активы, обладающие заметным потенциалом роста:

Сулейман Керимов зарекомендовал себя как инвестор финансовый, основная задача которого капитализировать актив для его дальнейшей перепродажи.

Экономический и политический обозреватель Юлия Латынина видит иной секрет успеха:

Бизнес-стиль Керимова хорошо известен: у компаний, которые он покупает, действительно решаются проблемы с государством.

Многие бизнесмены, имевшие дело с Керимовым, рассказывают, что с ним трудно разговаривать, он всегда будет на несколько шагов впереди.

Он умеет быстро принимать решения и креативен, те идеи, которые приходят Керимову, не приходят другим людям.

Отмечалось умение предпринимателя быстро заводить дружеские отношения, среди его друзей упоминались мэр Москвы Юрий Лужков, предприниматели Роман Абрамович и Олег Дерипаска, чиновник Игорь Шувалов.

## Санкции
6 апреля 2018 года включён в санкционный «Кремлёвский список» США в числе 17 чиновников и 7 бизнесменов из России, приближённых к В. Путину.
15 марта 2022 года, на фоне вторжения России на Украину, вошёл в санкционный список всех стран Евросоюза так как «получил крупные суммы денег от Сергея Ролдугина, который является хранителем сбережений Владимира Путина» и «является членом внутреннего круга олигархов, близких к Владимиру Путину». 16 марта 2022 года США включили Керимова в список россиян, санкционный контроль за которыми будет осуществляться в приоритетном режиме. 14 ноября 2022 года в санкционный список США включена «Сеть Сулеймана Керимова»: под санкции попали родственники Керимова — жена Фируза, дочери Амина и Гульнара, сын Саид, санкции были введены в отношении 28 компаний, связанных с семьей Керимова, в том числе из России, Швейцарии, ОАЭ и Люксембурга. Так под санкции попала авиакомпании Emperor Aviation, заблокированы восемь её самолётов.
24 марта 2022 года внесён в санкционный список Канады «соратников режима» за «содействие в нарушения суверенитета и территориальной целостности Украины».
30 сентября 2022 года внесён санкционный список США против сенаторов «за аннексию Путиным регионов Украины» и одобрения закона о фейках. Государственный департамент отмечает что сенаторы «проголосовали за одобрение просьбы Путина о вводе войск в Украину, что послужило неоправданным предлогом для полномасштабного вторжения России в Украину».
15 марта 2022 года включён в санкционный список Великобритании за «действия, которые дестабилизируют Украину, подрывают или угрожают территориальной целостности, суверенитету или независимости Украины». Попал под санкции Украины за «поддержку незаконным попыткам России аннексировать суверенную украинскую территорию путем проведения фиктивных референдумов».
По аналогичным основаниям также находится под санкциями Австралии, Канады, Швейцарии, Японии, Украины и Новой Зеландии

### Аресты имущества
7 июня 2022 года оперативная группа KleptoCapture изъяла на Фиджи суперяхту «Амадея», которую связывают с семьей Керимовых. По данным ФБР Керимов тайно купил судно в 2021 году через подставные компании.
30 июня 2022 года Минфин США заблокировал трастовый фонд Heritage Trust с активами более чем на $1 млрд из-за связи с Керимовым. Трастовый фонд Heritage Trust был создан в июле 2017 года с целью хранения и управления активами Керимова в США. Племянник Керимова, Руслан Гаджиевич Гаджиев является бенефициаром Heritage Trust.

## Состояние и собственность
В 2019 году Керимов занял девятнадцатую позицию в рейтинге «20 богатейших российских бизнесменов», опубликованном журналом Forbes. В 2018 год его капитал составил 6,3 млрд $. В предыдущие годы: 2018 — 6,4 млрд $; 2017 — 6,3; 2016 — 1,6; 2015 — 3,4; 2014 — 5,6; 2013 — 7,1; 2012 — 6,5; 2011 — 7,8; 2010 — 5,5.
| Показатель         | 2007 | 2008 | 2009 | 2010 | 2011 | 2012 | 2013 | 2014 | 2015 | 2016 | 2017 | 2018 | 2019 | 2020 | 2021 | 2022 | 2023 | 2024 |
| ------------------ | ---- | ---- | ---- | ---- | ---- | ---- | ---- | ---- | ---- | ---- | ---- | ---- | ---- | ---- | ---- | ---- | ---- | ---- |
| Состояние (млрд $) | 12,8 | 18,4 | 3,1  | 5,5  | 7,8  | 6,5  | 7,1  | 6,9  | 3,4  | 1,6  | 6,3  | 6,4  | 6,3  | 10,0 | 15,8 | 4,4  | 10,5 | 10,7 |
| Место (в России)   | 7    | 8    | 13   | 19   | 19   | 19   | 20   | 19   | 31   | 45   | 21   | 20   | 19   | 13   | 10   | 28   | 13   | 12   |

В 2007 году зарегистрировался в Дербенте и выплатил подоходный налог — 2,5 млрд руб. (почти 100 млн долларов). Согласно налоговой декларации за 2016 год доход Керимова составил 12 млн рублей.
В собственности Керимовым указаны в налоговой декларации одна квартира площадью 37,8 м² и одна треть доли в другой квартире площадью 53,5 м².

## Политическая деятельность
В 1999—2003 годах Сулейман Керимов был депутатом Государственной думы Федерального собрания Российской Федерации III созыва от ЛДПР, входил в состав комитета Госдумы по безопасности. В период с 2003 по 2007 год Керимов был депутатом Госдумы РФ IV созыва от ЛДПР, также занимал пост заместителя председателя комитета по физической культуре, спорту и делам молодёжи.
С 2008 года Керимов является членом Совета Федерации РФ верхней палаты Федерального собрания и представляет Республику Дагестан.
Весь период пребывания Керимова членом парламента, а затем сенатором, акции принадлежащих ему предприятий, а также иные бизнес-активы находились в трастовом управлении, а с конца 2013 года переданы в слепой траст благотворительному фонду Suleyman Kerimov Foundation.
В сентябре 2016 года он был переизбран в качестве сенатора от Дагестана в Совете Федерации. В связи с этим досрочно прекратил свои полномочия депутата в Народном собрании Дагестана. В сентябре 2021 года после очередных выборов в Народное собрание Дагестана сохранил статус сенатора от республики в Совете Федерации.

## Футбольный клуб «Анжи»
С января 2011 до декабря 2016 года Сулейман Керимов являлся владельцем футбольного клуба «Анжи» из Махачкалы. При нём клуб приобрёл таких известных игроков, как Юрий Жирков («Челси» Лондон), Роберто Карлос («Коринтианс» Сан-Паулу), Самюэль Это’О («Интернационале», Милан) и нанял известного тренера Гуса Хиддинка.
В 2013 году в рамках разработки новой долгосрочной стратегии развития клуба было принято решение сократить годовой бюджет клуба до уровня 50-70 млн долларов по сравнению с предыдущим бюджетом в 180 млн долларов за сезон. Большинство дорогостоящих зарубежных звёзд были проданы, а клуб сделал ставку на молодых российских игроков.
Помимо финансирования «Анжи», на средства Керимова рядом с Махачкалой был построен современный футбольный стадион «Анжи-Арена» на 30 тыс. зрителей и работает детская футбольная академия «Анжи».

## Обвинения во Франции
20 ноября 2017 года сразу же после прибытия из Москвы был задержан в аэропорту Ниццы по обвинению в неуплате налогов за виллу на Лазурном Берегу, приобретённую на подставное лицо, а также в отмывании денег.
22 ноября 2017 года французский суд до окончания расследования освободил Керимова под залог в 5 млн евро, обязал сдать российский паспорт, запретил покидать пределы департамента Приморские Альпы, а также вступать в контакт с несколькими людьми, список которых прокуратура уточнить отказалась. При этом Керимов должен еженедельно отмечаться в местной полиции.
В декабре 2017 года Апелляционный суд Франции увеличил сумму залога в 8 раз, и она достигла 40 млн евро. 13 российских кавалеров французского ордена Почётного легиона обратились к президенту Франции Макрону с письмом в поддержку Керимова, которое вызвало[значимость факта?] критические и насмешливые комментарии в ряде российских изданий.
28 июня 2018 года суд во Франции принял решение о снятии с Керимова всех обвинений.
В марте 2019 года прокуратура Ниццы предъявила Керимову новые обвинения в соучастии в уклонении от уплаты налогов в связи с приобретением нескольких вилл на мысе Антиб. Адвокат Керимова заявил, что в результате судебного разбирательства Керимову не было предъявлено никакого обвинения и он никогда не был осуждён какими бы то ни было юридическими инстанциями Франции или других стран. А необоснованные претензии бывшего прокурора города Hиццы привели к санкциям в отношении Керимова со стороны Управления по контролю за иностранными активами Минфина США. Дело в отношении фирмы-покупателя, в котором упоминался Сулейман Керимов, было закрыто в мае 2020.

## Благотворительность

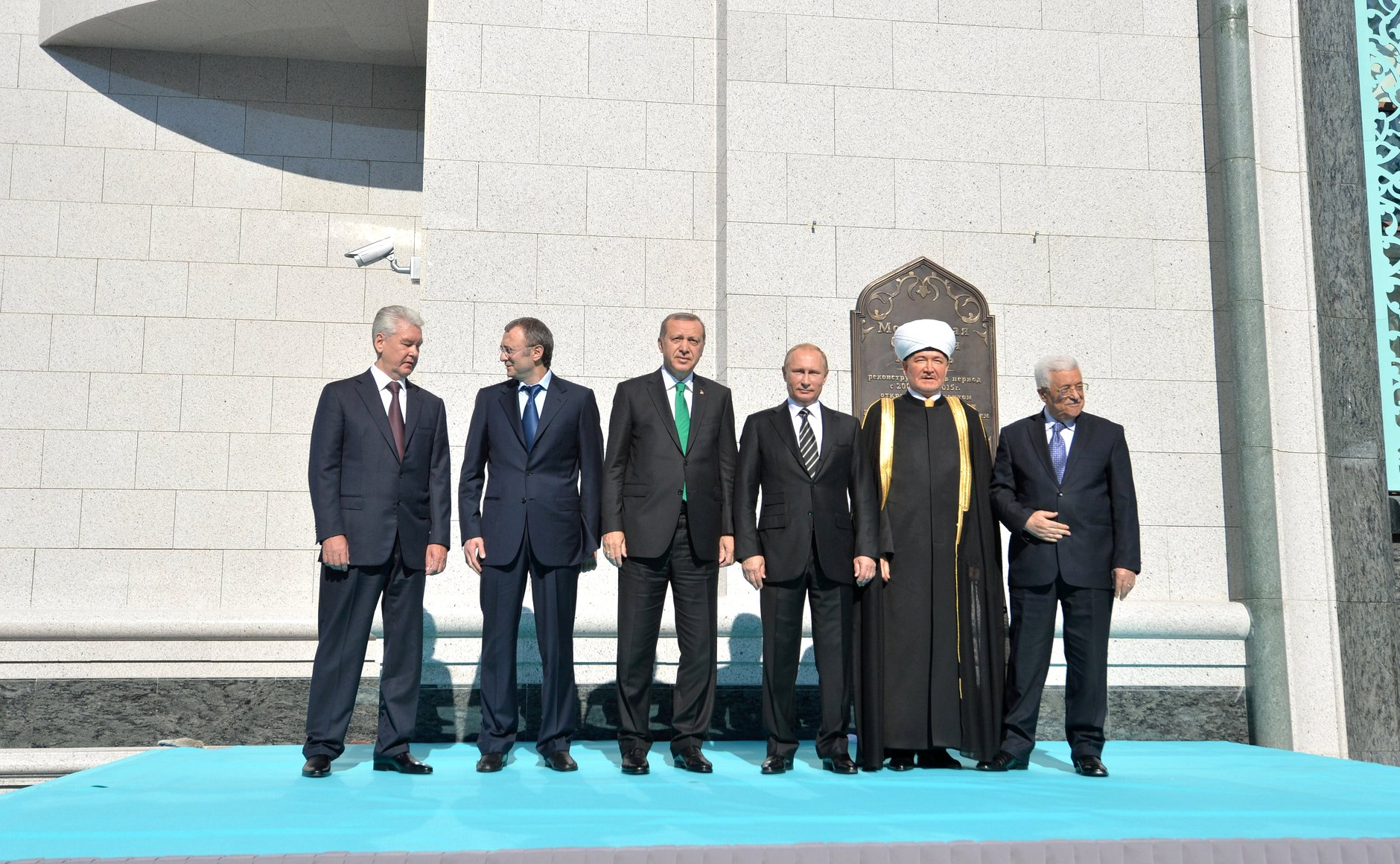
На открытии Московской соборной мечети после реконструкции. С. Собянин, С. Керимов, Р. Т. Эрдоган, В. Путин,
Р. Гайнутдин и М. Аббас (сентябрь 2015 г.)

В 2007 году Керимов учредил фонд Suleyman Kerimov Foundation.
В 2014 году по оценке журнала «Forbes» Керимов стал третьим в рейтинге богатейших людей России, тративших деньги на благотворительность в 2013 году.
Фонд сотрудничает с благотворительными организациями Фонд «Подари Жизнь», Фонд Горчакова, Фонд Здоровье нации, OmidFoundation и другие. Среди основных проектов фонда СМИ отмечают реконструкцию крупнейшей в Европе Московской соборной мечети, ежегодный хадж для нескольких тысяч мусульман, международные молодёжные и культурные фестивали и ряд других.
В июле 2022 в Дербенте при поддержке Сулеймана Керимова были завершены реконструкция парка им. Низами Гянджеви, строительство музея, библиотеки, смотровой башни, детского городка, а также открыт самый большой светомузыкальный фонтан в России.
Сулейман Керимов направил для борьбы с пандемией COVID-19 более 1,5 млрд рублей на закупку медоборудования и материальную поддержку медицинского персонала. В апреле 2020 стало известно, что Керимов совместно с Российским фондом прямых инвестиций закупил более 20 тыс. тестов на коронавирус и направил его в учреждения здравоохранения Красноярска и Дербента.
Землякам Керимов периодически оказывает финансовую помощь непосредственно:
- весной 2021 года стало известно, что несколько десятков тысяч семей получат единовременную выплату в 20 тысяч рублей. Помощь достанется жителям родного для Керимова Докузпаринского района, Сулейман-Стальского района, откуда родом его супруга, а также села Салта и города Дербент.[120]
- в июле 2022 года оплатил хадж матерям погибших на Украине военнослужащих из республики. По данным «Московского комсомольца», всего Керимов за свой счёт отправил в паломничество в этом году 1000 жителей Дагестана, сколько из них матерей погибших солдат, неизвестно. Сенатор встретился с некоторыми из них во время поездки по республике 30 июля[121].

Керимов является Председателем Попечительского Совета Федерации спортивной борьбы России с момента его основания в 2006 году. На протяжении многих лет Фонд Керимова являлся основным спонсором Федерации спортивной борьбы России, финансируя наряду с Фондом поддержки «Новая перспектива» национальную программу развития вольной и греко-римской борьбы. Международная Федерация объединённых стилей борьбы Международная федерация объединённых стилей борьбы (FILA) наградила Керимова своей самой престижной наградой «Золотой Орден».
Керимов входит в Попечительский совет образовательного центра для одарённых детей «Сириус» в Сочи и «Сириус-Альтаир» в Махачкале.

## Почётные звания и награды
- Медаль ордена «За заслуги перед Отечеством» II степени (20 марта 2017 года) — за большой вклад в развитие российского парламентаризма и активную законотворческую деятельность[125]
- Знак «За заслуги перед Московской областью» I степени (8 февраля 2017 года)[126]
- Почётный знак Республики Дагестан «За любовь к родной земле» (10 марта 2016 года)[127]
- Почётный гражданин города Дербент (4 сентября 2017 года)[128]
- Звание «Народный Герой Дагестана»[129].
- Медаль «За вклад в социально-экономическое развитие Республики Дагестан»[130].
- Почётный гражданин города Махачкала (2020)[131]
- Орден Дружбы (15 марта 2021 года) — за активное участие в общественно-политической жизни государства, большой вклад в благотворительную деятельность и многолетнюю добросовестную работу[132]
- Орден «Почётный гражданин Дагестана» (2024 год, Союз общественных объединений (СОО) Дагестана «Защитник Отечества»)[133]

## Семья, хобби и личная жизнь
Ещё будучи студентом, Керимов женился на своей однокурснице Фирузе. Имеет троих детей.
Имеет брата, врача по профессии, и сестру, преподавателя русского языка и литературы.
26 ноября 2006 года в Ницце (Франция) Керимов сильно пострадал в аварии на своём Ferrari Enzo, в котором также находилась телеведущая Тина Канделаки. Получив сильные ожоги, был вынужден начать носить перчатки телесного цвета, после аварии пожертвовал 1 миллион евро фонду «Пиноккио» — благотворительной организации, работающей с детьми, которые пострадали от ожогов (ликвидирована в 2008).